# Kustvattenförekomst
Vattnet mellan kustlinjen och en nautisk mil utanför en nations baslinje delas enligt Vattendirektivet upp i kustvattenförekomster. Uppdelningen har syftet att avgränsa områden där miljötillståndet kan beskrivas och mål för vattenförvaltning kan sättas. Fem vattenmyndigheter styr övervakningen av miljötillståndet, planeringen och åtgärderna inom vattenförvaltningen i Sverige.

## Indelning av kustvattenförekomster
Vatten som ligger mellan kustlinjen och en nautisk mil utanför baslinjen delas enligt Vattendirektivet in i kustvattenförekomster. Indelningen görs sådan att den beskriver bassänger eller kustområden som är horisontellt homogena och som avgränsas mot andra kustvattenförekomster med sund. Syftet med indelningen är att definiera områden med liknande egenskaper som kan användas för att beskriva miljötillståndet och för att sätta upp mål kring hur området ska förvaltas ur ett miljöperspektiv enligt Vattendirektivet.
Översynen och uppdateringen av indelningen sker i varje vattenförvaltningscykel, var sjätte år. Tack vare landhöjning och andra geologiska förändringar kan kustvattenförekomster förändras över tid. Från en förvaltningscykel till en annan kan en kustvattenförekomst övergå till att klassas som till exempel en sjövattenförekomst. Ett exempel på en sådan övergång är Hertsöfjärden som i förvaltningscykeln 2010-2016 klassades som en kustvattenförekomst, men i förvaltningscykeln 2017-2021 anses vara en sjövattenförekomst (då döpt till Inre Hertsöfjärden).
Djupdata från bland annat Sjöfartsverket används för att avgöra en lämplig uppdelning. Önskemål inkomna från Vattenmyndigheterna kan också påverka indelningen och namnen på kustvattenförekomsterna. I samband med en uppdatering av indelningen sätts en identifierande sifferkod (som  EUCD-nummer och MSCD-nummer) på kustvattenförekomsterna.  Det ger varje kustvattenförekomst en individuell identifiering.  Vid stora förändringar (som när en kustvattenförekomst delas upp i två nya eller sammanslås med en annan) får kustvattenförekomsterna nya EUCD-nummer. Vid små eller inga förändringar av kustvattenförekomstens utformning bibehåller kustvattenförekomsten sitt EUCD och oftast sitt namn mellan vattenförvaltningscykler. Sverige hade i den senaste förvaltningscykeln (2010-2016) 653 kustvattenförekomster.
Uppdelningen av Sveriges kustvattenförekomster utförs av SMHI på uppdrag av Havs- och vattenmyndigheten. Indelningen beskrivs i havsområdesregistret vilket är en del av databasen Svenskt vattenarkiv (Svar). Indelningen finns också i databasen Vatteninformationsystem Sverige (Viss).

### Exempel på indelning
Bråviken är en vik i Östergötlands län som är indelad i 7 kustvattenförekomster.
- Loddbyviken[10]
- Pampusfjärden[11]
- Svensksundsviken[12]
- Inre bråviken[13]
- Mellersta Bråviken[14]
- Ållonöfjärden[15]
- Yttre Bråviken[16]

## Användning

### Statusklassning
EU:s alla kustvattenförekomsterna förvaltas i Vattendirektivets sexåriga vattenförvaltningscykel. Det innebär att de klassificeras med avseende på ekologisk och kemisk status. I klassningen jämför man uppmätta värden av en rad parametrar med ett referensförhållande. Referensförhållandet är tillståndet i vattenförekomsten när den är i princip opåverkad av mänsklig verksamhet. Rapporteringen från alla EU:s medlemsländer lämnas över till och sammanställs av Europeiska miljöbyrån.Syftet med att statusklassa kustvattenförekomsterna är att identifiera områden som är i behov av åtgärder. Där statusen anses vara tillräckligt dålig finns det krav på att åtgärder vidtas för att förbättra statusen. I samband med att man bedömer den ekologiska och kemiska statusen identifierar man också miljöproblem. Betydande miljöproblem i kustvatten är övergödning och miljögifter.

#### Ekologisk statusklassning
Bedömningen av ekologisk status i kustvattnet görs baserat på en rad parametrar som sammanfattas i tre bedömningsgrunder; 
- biologi (hur tillståndet hos bottenfauna, makroalger och växtplankton ser ut)[18]
- fysik/kemi (hur siktdjup, näringsämnen, förorenande ämnen och syrgasförhållande ser ut)[19]
- hydromorfologi (hur bland annat sedimentdynamik och konnektivitet mellan områden ser ut)[20]

##### Kemisk statusklassning
Genom att mäta halten av en rad prioriterade förorenande ämnen kan man bestämma den kemiska statusen. De omkring 40 prioriterade ämnena beskrivs i bilaga 6 av Havs- och vattenmyndighetens föreskrift om miljökvalitetsnormer avseende ytvatten. Den kemiska ytvattenstatusen är genomgående otillfredsställande i Sveriges ytvattenförekomster eftersom gränsvärdena för kvicksilver och  polybromerade difenyletrar överskrids.